# كأس ولي العهد 2008–09
بدأت بطولة كأس ولي العهد لموسم 2008/2009 في 30 ابريل 2009، ويشارك في البطولة 14 فريق مقسمين إلى مجموعتين، انتهت البطولة في يوم 1 يونيو 2009 في المباراة النهائية التي لعبت بين نادي القادسية ونادي الكويت، وقد تعادل الفريقان في الوقت الأصلي بهدف لكل منهما، وفاز نادي القادسية بالبطولة بركلات الجزاء الترجيحية، وقد حصل مهاجم نادي القادسية خلف السلامة على لقب هداف البطولة برصيد 3 أهداف.

## الدور التمهيدي
| نادي النصر | 0:0 (2:4) | نادي السالمية |
| ---------- | --------- | ------------- |
|            |           |               |

| نادي كاظمة | 1:1 (3:5) | نادي اليرموك |
| ---------- | --------- | ------------ |
| ناصر فرج   |           | ديوك         |

| نادي الشباب | 1:1 (4:5) | نادي الصليبيخات |
| ----------- | --------- | --------------- |
| سيف فالح    |           | بدر عناد        |

| نادي الجهراء        | 2:3 | نادي العربي                  |
| ------------------- | --- | ---------------------------- |
| نبيل عاشور محمد دهش |     | أحمد سعد الرشيدي فراس الخطيب |

| نادي الساحل | 1:2 | نادي الفحيحيل |
| ----------- | --- | ------------- |
| محمد أحمد   |     | سلمون         |

| نادي خيطان | 0:0 (4:1) | نادي التضامن |
| ---------- | --------- | ------------ |
|            |           |              |

## الدور الربع نهائي
| نادي الكويت | 0:1 | نادي النصر |
| ----------- | --- | ---------- |
| جهاد الحسين |     |            |

| نادي كاظمة | 0:1 | نادي الشباب |
| ---------- | --- | ----------- |
| يوسف ناصر  |     |             |

| نادي القادسية          | 1:3 | نادي الجهراء |
| ---------------------- | --- | ------------ |
| خلف السلامة صالح الشيخ |     | محمد دهش     |

| نادي الساحل | 0:1 | نادي التضامن |
| ----------- | --- | ------------ |
| عبيد منور   |     |              |

## الدور النصف نهائي
| نادي الكويت    | 0:1 | نادي كاظمة |
| -------------- | --- | ---------- |
| إسماعيل العجمي |     |            |

| نادي القادسية                                          | 0:3 | نادي الساحل |
| ------------------------------------------------------ | --- | ----------- |
| خالد علي ناصر (خطأ في مرماه) خلف السلامة سليم بن عاشور |     |             |

## مباراة تحديد المركز الثالث
| نادي كاظمة | 0:0 (5:3) | نادي الساحل |
| ---------- | --------- | ----------- |
|            |           |             |

## النهائي
| نادي الكويت | 1:1 (5:3) | نادي القادسية |
| ----------- | --------- | ------------- |
| جهاد الحسين |           | خلف السلامة   |

## الهداف
ثلاثة أهداف
خلف السلامة (القادسية)
هدفين
نبيل عاشور (الجهراء).
محمد أحمد (الساحل).
محمد دهش(الجهراء).
صالح الشيخ (القادسية).
جهاد الحسين (الكويت).
هدف واحد
سيف فالح (الشباب).
بدر عناد (الصليبيخات).
أحمد سعد الرشيدي (العربي).
فراس الخطيب (العربي).
سلمون (الفحيحيل).
ناصر فرج (كاظمة).
ديوك (اليرموك).
يوسف ناصر (كاظمة)
عبيد منور (الساحل)
إسماعيل العجمي (الكويت)
سليم بن عاشور (القادسية)
خطأ في مرماه
خالد علي ناصر (الساحل)